# بیمار خیالی

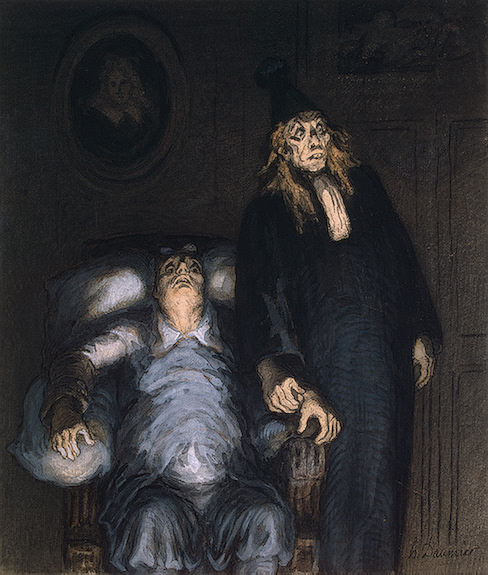
بیمار خیالی

بیمار خیالی (به فرانسوی: Le Malade imaginaire) نمایش‌نامهٔ معروفی است از مولیر، نویسندهٔ بزرگ فرانسوی، که اولین بار در ۱۰ فوریهٔ ۱۶۷۳ توسط خود مولیر در تئاتر پله رویال پاریس به اجرا درآمد. بیمار خیالی آخرین اثر کمدیِ مولیر است.

## داستان نمایش
ارگان که خود را بیمار می‌پندارد از خوردن هر نوع دارو ابا ندارد. همسر او بلین از وی به خوبی پرستاری می‌کند اما در باطن آرزویی جز مرگ او و سهم بردن از میراثش ندارد. پزشکان معالجش نیز بیشتر به فکر دستمزد خود و مطلوب خاطر ارگان قرار گرفتن هستند تا بیماری او. دخترش انژلیک عاشق پسر فقیری به نام کله آنت است. اما ارگان به این وصلت رضایت نداشته، ترجیح می‌دهد دختر خود را به عقد پسر یک پزشک درآورد. در این میان توانت، خدمتکار باوفای ارگان، به لباس مردان در می‌آید و می‌کوشد با زیرکی به ارباب خود غذاهای مقوی بخوراند، به او مشاوره بدهد و به این ترتیب او را از بیماری خیالیش برهاند.
برای آشکار شدن نیت هر کس، توانت از ارگان می‌خواهد خود را به مردن بزند. ارگان می‌پذیرد و توانت خبر را به اطرافیان وی می‌رساند. در حالی که بلین فریاد شادی سر می‌دهد، آنژلیک از مرگ پدر غصه‌دار می‌شود. ارگان که به علاقه حقیقی فرزندش پی می‌برد با ازدواجش با کله آنت رضایت می‌دهد به شرطی که درس پزشکی بخواند. در این حال برالد، برادر ارگان، نیز از او همین را طلب می‌کند. نمایش با جشن ورود او به حرفه پزشکی پایان می‌گیرد.

## شخصیت‌ها
- Argan: ارگان، بیمار خیالی
- Toinette: خدمتکار ارگان
- Béline: همسر دوم ارگان
- Béralde: برادر ارگان
- Angélique: بزرگ‌ترین دختر ارگان
- Louison: دختر جوان ارگان
- Cléante: پسر عاشق
- Monsieur Purgon: پزشک ارگان
- Monsieur Diafoirus: دکتر
- Thomas Diafoirus: خواستگار آنژلیک

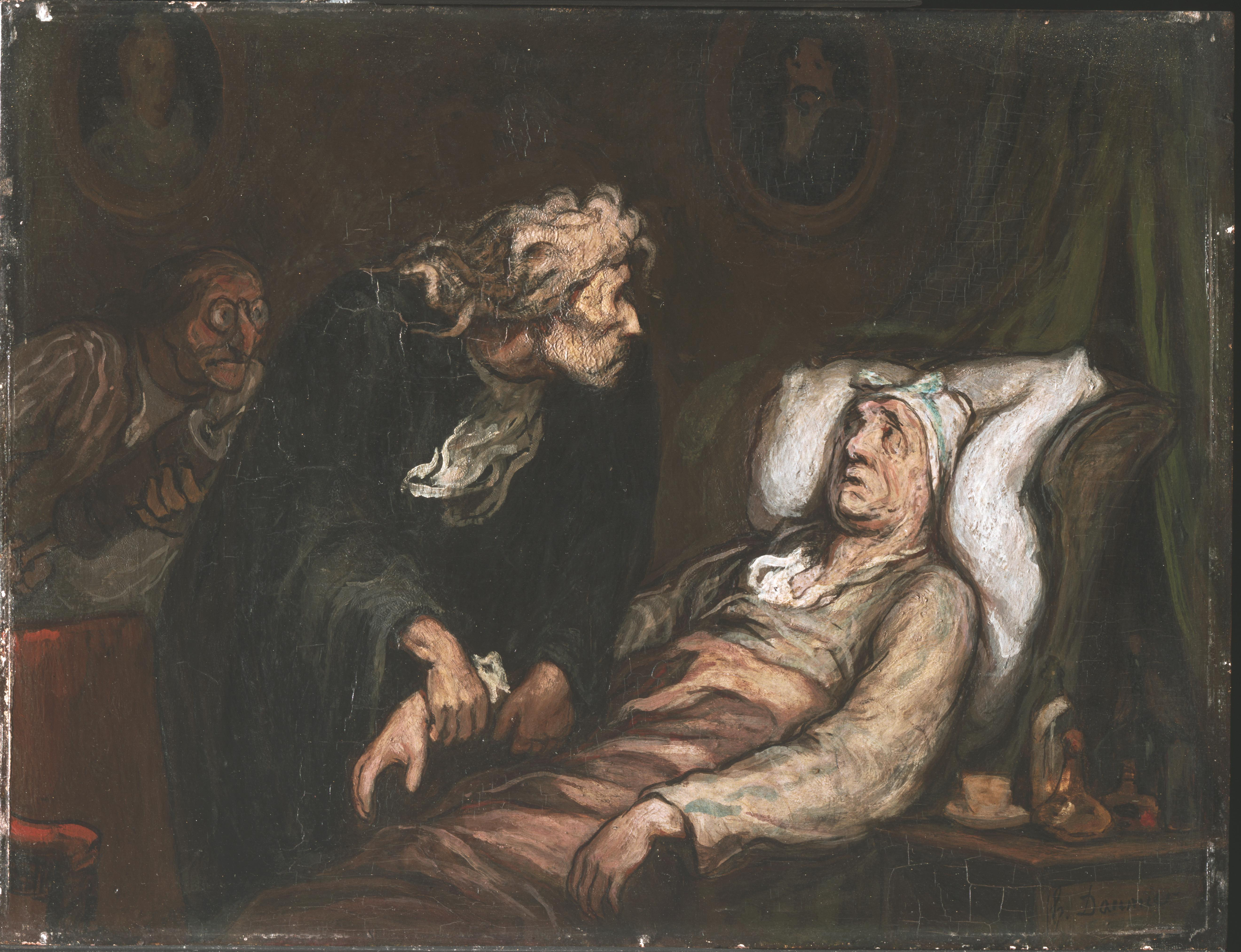
صحنه‌ای از نمایش

- Monsieur De Bonnefoy: مسئول دفتر اسناد رسمی
- Monsieur Fleurant: عطار-داروساز

## ساختار
نوع: کمدی - گونه: هجو (کمدی سیاه)
- پرده اول: شامل ۸ صحنه
- پرده دوم: شامل ۹ صحنه
- پرده سوم: شامل ۱۵ صحنه

مثل اکثر نمایش‌های مولیر بازی برای ۴ زن و ۸ مرد نوشته شده است

## شوخی با پزشکان
در تعدادی از کمدی‌های مولیر حرفهٔ پزشکی مورد تمسخر قرار می‌گیرد.انتقاد از بیسوادی پزشکان را می‌توان نوعی از نقد اجتماعی دانست. «بورژواها» و «سناتورها» نیز ازجمله شخصیت‌هایی بودند که توسط مولیر به دفعات مورد نقد قرارگرفتند.

## پایانی برای مولیر
در چهارمین دوره اجرای نمایش، مولیر که از بیماری صعب العلاج «سل» رنج می‌برد، خود نقش «ارگان» را بر عهده می‌گیرد، امادر حین اجرا بیهوش می‌شود و اندکی پس از آنکه به خانه رسانده می‌شود، بر اثر بیماری درمی‌گذرد.